# Turzyn (województwo śląskie)
Turzyn – wieś w Polsce położona w województwie śląskim, w powiecie częstochowskim, w gminie Lelów.
W latach 1975–1998 miejscowość położona była w województwie częstochowskim.
Nazwa wsi pochodzi od słowa tur. Przez miejscowość przepływa niewielka rzeka – Białka, będąca dopływem Pilicy.

## Części wsi
| SIMC    | Nazwa    | Rodzaj     |
| ------- | -------- | ---------- |
| 0137710 | Doły     | przysiółek |
| 0137733 | Oleszcze | przysiółek |
| 0137740 | Pniaki   | przysiółek |

## Historia
Historia Turzyna sięga 1376 roku, kiedy w dokumentach sądu ziemskiego krakowskiego pojawia się nazwisko Marcina, dziedzica wsi. We wsi mieli swoje role kmiecie, zlokalizowany był tu folwark szlachecki i młyn.
W średniowieczu przez wieś przebiegał trakt prowadzący do Wielkopolski oraz droga łącza Lelów z Turzynem, wzmiankowana w 1536 roku. Z dokumentów wynika, że pleban lelowski posiadał jeden łan ziemi, rozciągający się od kościoła w Staromieściu do granic Turzyna. W 1429 roku Mikołaj Szawer zawarł umowę z Katarzyną, dziedziczką wójtostwa, córką zmarłego Paszka, a w 1432 roku nabył część majątku od braci Jana i Jakuba Turskich.
Mikołaj Szawer zmarł w 1455 roku, pozostawiając majątek swoim dzieciom, co doprowadziło do dalszych sporów o podział dóbr. Jego najstarszy syn, Tomasz, zrezygnował z części wójtostwa, aby skupić się na dziedzictwie w Turzynie, jednak konflikty prawne nie ustępowały. Tomasz tytułował się wójtem lelowskim aż do śmierci (po 1478 r.), jednak nie przejął wszystkich dóbr we wsi, ponieważ jego młodszy brat Jan, zwany Sędzią, posiadał w 1473 roku 2 łany w tym folwarku.

## Dwór

### Historia
W XVI wieku Turzyn był własnością rodziny Otwinowskich, a następnie Zwierkowskich. W roku 1852 Adolf Ludwik Schutz, syn Fryderyka Adolfa i Karoliny Wilhelm zakupił majątek Biała Wielka koło Lelowa. Adolf Ludwik po ukończeniu gimnazjum w Warszawie nauczył się zawodu rolnika i w Białej Wielkiej rozpoczął działalność gospodarską. W 1870 roku Adolf Ludwik Schutz zakupił majątek Turzyn, po czym doprowadził do powstania i rozkwitu zespołu dworsko-parkowego, który później, po ślubie Zofii Schutz z A. Kozłowskim stał się, po jej śmierci w 1928 roku własnością rodziny Kozłowskich. W 1943 r. w Turzynie urodził się Adam Kozłowski, malarz, doktor teologii, zakonnik, opat Benedyktynów w Tyńcu pod Krakowem. W latach 60. XX wieku parterowy dwór został odnowiony i stał się siedzibą szkoły powszechnej. Od 2007 roku dwór znajduje się w rękach prywatnych i został odrestaurowany.

### Architektura
Jest to murowany obiekt, kryty dwuspadzistym dachem. Budynek został usytuowany w najwyższym miejscu w parku. Dwór posiada charakterystyczny ganek z czterema kolumnami. Jest to jedyny dwór w okolicy, w którym wysokość dachu stanowi dwie i pół wysokości całego budynku.

## Źródła
- Dwór w Turzynie na stronie internetowej Urzędu Gminy w Lelowie
- Turzyn na stronie internetowej Polska niezwykła
- Zdjęcia i opis dworu w Turzynie na stronie internetowej fotopolska.eu